# Monte Pelée
El monte Pelée (francés: Montagne Pelée, 'Montaña pelada') es un estratovolcán activo ubicado en el extremo norte del departamento francés de ultramar de la isla de Martinica, parte del arco volcánico de las Antillas Menores con actividad pliniana.
El Pelée es uno de los volcanes más destructivos de la Tierra, y su cono está formado de capas de cenizas volcánicas y lava solidificada.
El monte es famoso por la extraordinaria destrucción que provocó su erupción de 1902, en la cual murieron 30.121 personas y que arrasó completamente la región, destrozando St. Pierre —en ese tiempo, la ciudad más grande y la capital de Martinica— con enormes flujos piroclásticos.

## Geología

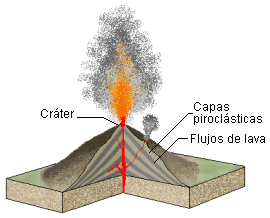
Diagrama de un estratovolcán similar al Pelée.

El monte es el resultado de un típico arco de islas volcánicas (las Antillas Menores), una cadena curva de volcanes emergidos y sumergidos que mide más de 850 km. Este arco se extiende desde Puerto Rico hasta la costa venezolana, y abarca toda la zona de contacto entre la Placa del Caribe y la Placa Sudamericana, marcando el límite entre el Mar Caribe y el Océano Atlántico. La Placa Sudamericana, más pesada, se desliza por debajo de la del Caribe a un ritmo de 1 a 2 cm por año, en un fenómeno conocido como subducción, y se hunde en las entrañas de la Tierra hasta alcanzar las capas profundas del manto. La fricción, la presión y las altas temperaturas funden la corteza y transforman la placa en magma, que a su vez alimenta las calderas de los volcanes del arco. Este proceso es también responsable de la actividad sísmica de la región.
La zona es rica en volcanes activos: se han identificado más de 70. Los más importantes, además del Pelée, son el volcán sumergido Kick-´Em-Jenny junto a la costa de Granada, La Soufrière en Guadalupe, Soufrière Hills en Montserrat y Soufrière St. Vincent en la isla de San Vicente.
La geología de la isla de Martinica es compleja y puede rastrearse hasta hace 30 millones de años, cuando se formaron las primeras partes de ella: las actuales penínsulas de La Caravelle al este y Sainte-Anne al sur.
El monte Pelée representa la formación más moderna de la isla, y algunas de sus rocas, formadas en la erupción de 1932, tienen solo 88 años de antigüedad.

## Evolución
Los vulcanólogos han identificado tres fases en la evolución del monte Pelée: inicial, intermedia y moderna.

### Fase inicial (Paleo-Pelée)
En la fase original o Paleo-Pelée, el monte era un estratovolcán común. Su cono estaba compuesto de numerosas capas de lava provenientes de los flujos y fragmentos de desechos volcánicos. Los restos del Paleo-Pelée aún son visibles en la ladera norte del volcán.

### Fase intermedia
Hace 100.000 años comenzó la segunda etapa o intermedia, luego de un largo período de quietud. Se formó entonces el domo de lava de Morne Macouba, seguido más tarde por la creación de la caldera del mismo nombre. Durante esta fase sucedieron numerosas y grandes erupciones que generaron flujos piroclásticos como los que destruyeron St. Pierre en 1902. Hace unos 25.000 años, toda la parte sudoeste del volcán colapsó y se derrumbó, produciendo un enorme deslizamiento de materiales, similar al del monte Santa Helena en 1980.

### Fase moderna
El tercer paso de la evolución del monte Pelée creó la mayor parte del cono visible actualmente, con depósitos de piedra pómez que resultaron de los flujos piroclásticos. En los últimos 5.000 años se han identificado más de 30 erupciones de este tipo.
Hace 3.000 años se produjo una gigantesca explosión de pómez. Como consecuencia de ella se formó la gran caldera de Étang Sec (francés: "estanque seco"). La erupción de 1902 tuvo lugar en esta caldera, liberando numerosos flujos piroclásticos y produciendo un nuevo domo que permitió que la caldera se llenase.
La siguiente erupción (1929) formó un segundo domo en Étang Sec y vació la caldera derramando los flujos en el valle del río Rivière Blanche. El aspecto actual del monte Pelée es el resultado de esa última fase de actividad.

## Erupción de 1792

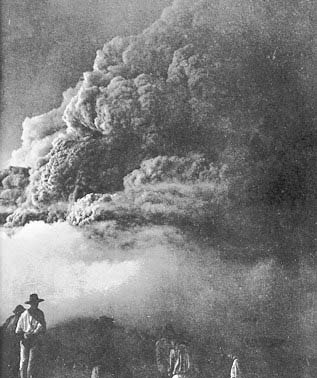
Pobladores observan la nube de cenizas de 1902.

La erupción de 1792 y los fenómenos que la acompañaron se descubrieron sobre la base de los estudios del profesor Alfred Lacroix luego de la catástrofe de 1902. Ni siquiera la población autóctona de Martinica guardaba memoria de tales eventos.
La experiencia de uno de los testigos presenciales, de apellido Dupuguet, se describe en un acta oficial de la siguiente manera:

"La Soufrière de la Martinica está ubicada en el monte Pelée, cuya cima ha sido examinada por el ciudadano Dupuguet, quien llegó a 1.436 metros. Desde el descubrimiento de América no se han registrado erupciones en el lugar. Sin embargo, a una altura de 973 metros, se observaron numerosos cráteres, que prueban la acción de un fuego subterráneo. La erupción que tuvo lugar el 22 de enero de 1792 fue seguida por un violento terremoto. Pronto se pudo percibir un fuerte olor sulfúrico, en sitios tan lejanos como la granja del ciudadano Montaval, que tuvo el coraje de dirigirse a la escena.

El suelo está obliterado por numerosas chimeneas, formadas en ocasión de la erupción. Los árboles fueron carbonizados y diecinueve zarigüeyas (Didelphis opossum) y muchos pájaros, atrapados en el radio de la explosión, fueron hallados muertos.

Algunos habitantes de la región volvieron a subir al cráter cinco meses más tarde, y encontraron los cuerpos de los animales donde habían caído luego de la primera explosión. Dos meses antes, el ciudadano Montaval había escuchado un ruido similar a un disparo de cañón que provenía del cráter, lo que nos autoriza a suponer que una segunda erupción tuvo lugar entonces. Los árboles y especialmente los helechos habían sido abundantemente regados con azufre, y todas las rocas estaban completamente cubiertas de él".

El geógrafo Prof. Dr. Thierry D. Lesales, nacido y criado en Morne Rouge, una aldea ubicada en la ladera del monte y destruida en la erupción del 30 de mayo de 1902, afirma que, a pesar de la espantosa descripción del documento, el comportamiento de los vecinos demuestra que el fenómeno fue bastante limitado y en absoluto alarmante.

## Erupción de 1851-1852

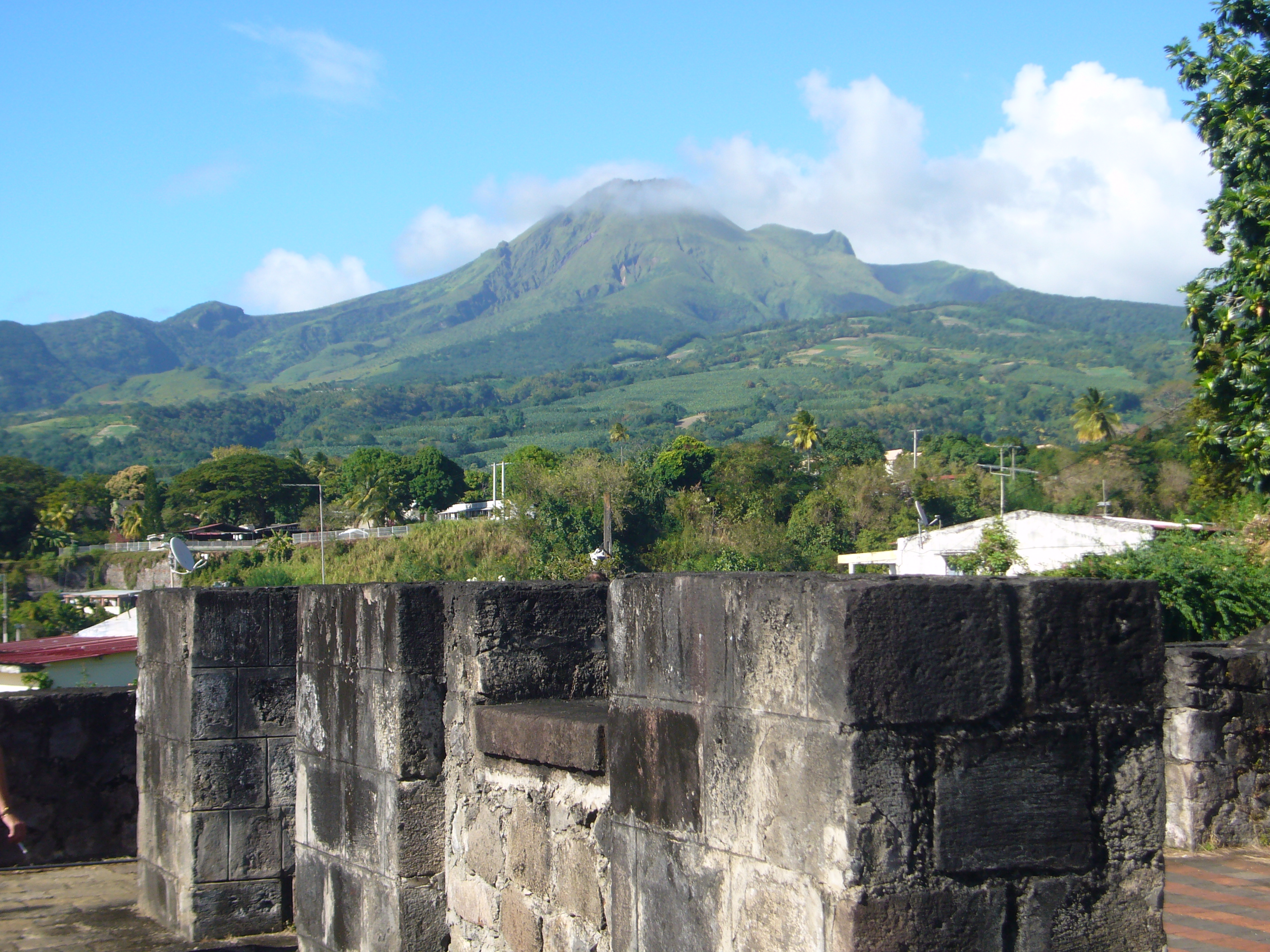
Las ruinas calcinadas de St. Pierre.

### Prolegómenos
La importancia del evento de 1851-1852 —por lo demás un episodio freático menor que ni siquiera causó daños materiales— estriba en que creó en los habitantes de la isla una falsa conciencia de ausencia de peligro que no había logrado la erupción anterior. El estudio de los fenómenos de ese bienio explica la inacción de los pobladores y las autoridades ante la catástrofe de 1902.
El monte Pelée no era considerado, para entonces, un peligro para los ciudadanos de la región septentrional de la isla. De ello da cuenta un informe oficial encargado por las autoridades.
El 5 de agosto de 1851 la ciudad de St. Pierre dormía tranquilamente. A las 11 de la noche se dejó oír un ruido lejano y distante que fue confundido con el de un trueno. Sin embargo, al prolongarse el sonido y no cesar de inmediato como lo habría hecho un trueno, la gente comenzó a despertar preocupada.

### Descubrimiento de dos cráteres activos
El comité científico reunido por el gobierno organizó una expedición destinada a estudiar el centro eruptivo. El informe que los especialistas redactaron dice textualmente:

"A medida que trepábamos la montaña, la capa de lodo se hacía más espesa, los pies se hundían y cada vez era más dificultoso caminar, lo que fue desgraciado para aquellos que no llevaban zapatos apropiados. Mientras tanto, el risco por el que transitábamos se volvía más estrecho, y, en determinado punto, a nuestra derecha, al este, estaba el cañón del Rivière Blanche y al oeste, o a la izquierda, el del Rivière Claire, de donde provenía el humo. Caminamos por el borde del cañón unos 60 metros hasta que el Claire quedó a nuestros pies. Entonces pudimos entender completamente los efectos de la erupción del día 5. La vegetación había sido arrancada del suelo que habitaba desde tiempo inmemorial. Árboles, hojas, flores, todo había sido desenraizado y envuelto en un sudario gris. Era como el vacío del invierno: los árboles sin hojas, cubiertos de una nieve negra.
 Un silencio tenebroso, un cielo oscurecido por los vapores, una atmósfera llena del fuerte olor del ácido sulfhídrico, hacía de la escena un verdadero Tártaro".

El terreno, cubierto de cenizas, se veía fragmentado y atravesado de fallas y grietas que antes no estaban allí, y había claras indicaciones de numerosos deslizamientos de terreno, que los científicos atribuyeron a los vapores exhalados por el volcán y a temblores de tierra.
Más arriba, a 965 metros de altura, descubrieron dos fumarolas que señalaban la ubicación de dos nuevos cráteres activos. Liberaban un humo blanco y vomitaban las corrientes de lodo que habían cubierto todo el valle. El radio de devastación fue calculado en unos 1.000 metros.

### Falsas conclusiones

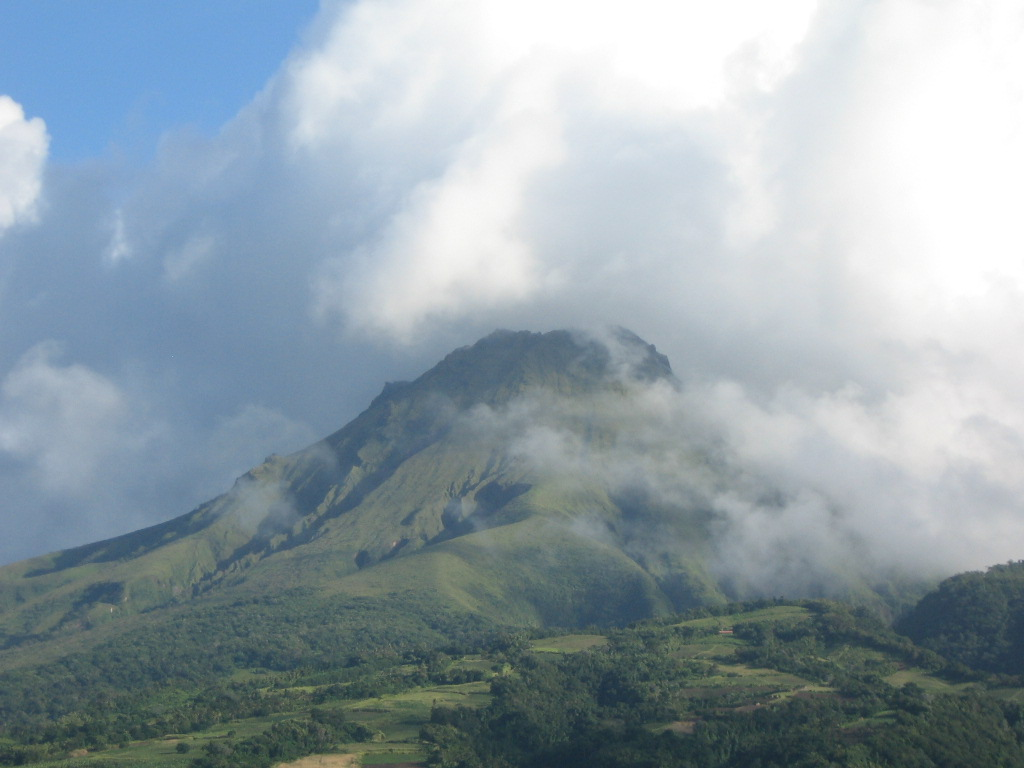
Vista de la cumbre.

La intensidad del fenómeno fue decreciendo paulatinamente hasta desaparecer por completo en el primer semestre de 1852. Pero las conclusiones del comité científico demuestran una absoluta falta de comprensión de la verdadera naturaleza del monte Pelée, y explican por sí mismas los errores que condujeron a la tragedia de 1902.
Su conclusión afirma:
- Que la erupción del 5 de agosto de 1851 fue un acontecimiento local, limitado solo a las márgenes del río Claire, y que sus efectos solo se observaron en un kilómetro a la redonda.

- Que lo único que el volcán eyectó fue lodo y cenizas. Que no encontraron lava y que no vomitó ni siquiera una pequeña roca. Que la constitución geológica del monte Pelée no indicaba que estuviera compuesto de lava, lo que demostraba que no se trataba de un volcán capaz de vomitar fuego.

- Que las erupciones anteriores, que crearon los dos cráteres conocidos históricamente, así como al Étang Sec y al lago entonces presente, habían sido de la misma naturaleza que la erupción actual, y que por lo tanto el Pelée debía ser clasificado como "Volcán de lodo" y no como "Volcán de fuego".

- Omite lisa y llanamente el descubrimiento de las fallas, grietas, fisuras, movimientos del terreno, flujos de barro y agua caliente hacia los ríos, todos fenómenos claramente descritos en páginas anteriores.

- Que las ciudades de St. Pierre y Prêcheur, localizadas respectivamente a 10 y 6 kilómetros del volcán, no deben temer ninguna erupción más poderosa que la presentemente estudiada. Que nada en el terreno muestra cambio alguno. Que la materia eyectada no llegó a más de un metro de distancia de su punto de origen. Que los granjeros de los campos cercanos podían volver a trabajar tranquilamente.

- Que no debía prestarse atención a posibles detonaciones ni había que temer a las descargas de ácido sulfhídrico.

Y, por último, finalizaba diciendo textualmente:

"Nuestra conclusión es que el monte Pelée no parece ser más que otra curiosidad a ser agregada al catálogo de la historia natural de nuestra Martinica. Es una curiosidad que los turistas que la visiten disfrutarán y querrán ver, y que a través de la industria de los habitantes locales será una fuente de salud y bienestar. Cuando haya buen tiempo, los navíos vendrán de Francia cargados de viajeros, para admirar desde lejos la larga y ondulante pluma de humo blanco irguiéndose vertical en el cielo, y los visitantes la considerarán un decorativo pintoresquismo y un bello complemento a la majestad de nuestro viejo monte Pelée".

Recuérdese que, páginas atrás, el texto comparaba al monte con el Infierno, y era sabido en la isla —desde tiempos de Colón— que los indios caribes llamaban al Pelée "Montaña de Fuego". Esta falta de comprensión del volcán por parte de los expertos en 1852 llevaría a la falsa sensación de seguridad que mostraron los locales cinco décadas más tarde, cuando la montaña descargó su furia sobre ellos.

## Erupción de 1902

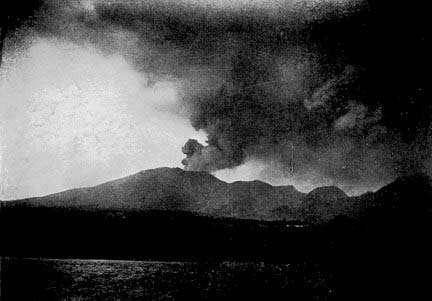
26 de mayo: el día se vuelve noche.

### Prolegómenos

#### Primeros indicios
Ya en 1899 el volcán comenzó a mostrar signos de mayor actividad: luego, dos años antes de la erupción, en el verano de 1900, el cráter de Étang Sec comenzó a incrementar el tamaño de sus fumarolas y a liberar erupciones freáticas en forma de vapor ardiente, como había sucedido en 1792 y 1851.
Esta situación se mantuvo hasta principios de abril de 1902, cuando algunos excursionistas notaron que se habían formado nuevas fumarolas sulfurosas cerca de la cima del volcán. Como las fumarolas habían estado apareciendo y desapareciendo o cambiando de lugar desde que se tenía memoria, ni el gobierno colonial ni la población dieron importancia al hecho.
Las erupciones comenzaron el 23 del mismo mes, bajo la forma de una ligera lluvia de cenizas que cayó sobre las laderas sur y oeste, acompañada de fuertes movimientos subterráneos. Dos días más tarde, la montaña vomitó una gran nube de rocas y cenizas desde la cumbre, originada en el Étang Sec, que no causó daños. Y un día después, toda la región fue cubierta con una nube de cenizas, pero las autoridades tampoco vieron en esto motivo de preocupación.
El día 27 de abril, varios turistas treparon a la cima y descubrieron al Étang Sec lleno de agua, formando un lago de 180 metros de diámetro. En una de las orillas había un montículo de escombros volcánicos de 15 m de altura que alimentaba al lago con agua hirviente. Un fuerte sonido como el de una pava en ebullición provenía de las entrañas de la montaña, mientras que un notable olor sulfuroso estaba presente tanto en la cima como en St. Pierre, distante casi 10 km. La gente y los caballos comenzaron a presentar malestares por este motivo.
El 30 de abril, los ríos Roxelane y Rivière des Pères se desbordaron, arrastrando árboles y peñascos provenientes de la cima de la montaña. Las aldeas de Prêcheur y Sainte-Philomène fueron entonces cubiertas por cenizas.
A las 11:30 de la mañana del 2 de mayo produjeron grandes explosiones, fuertes terremotos, y una enorme columna de denso humo negro. La mitad septentrional de la isla quedó cubierta por cenizas y piedra pómez finamente pulverizada. Toda esta actividad comenzó a repetirse a intervalos de entre cinco a seis horas. El diario local Les Colonies había organizado una excursión para celebrar un pícnic en la montaña, pero la violencia de los episodios obligó a posponer el festejo indefinidamente. Mientras tanto, los animales de granja comenzaron a morir de hambre y sed o por la contaminación de agua y comida con cenizas volcánicas.

#### Invasión de animales salvajes
El sábado 3 de mayo se levantó un viento del sur que arrastró las cenizas hacia el norte, aliviando la situación en St. Pierre. Pero al día siguiente la lluvia de cenizas se intensificó, y las comunicaciones entre la capital y el distrito de Prêcheur quedaron interrumpidas. La nube de cenizas era entonces tan densa que impidió que los buques zarparan de la costa; nadie se atrevía a navegar. Muchos ciudadanos decidieron evacuar, llenando la capacidad de los barcos. Toda el área quedó cubierta de una capa de ceniza blanca tan fina que se parecía a la harina. Los animales, tanto salvajes como domésticos, huyeron: el ingenio Guérin, ubicado a 3 kilómetros al noroeste de St. Pierre, fue invadido por millones de hormigas y ciempiés de más de 30 cm de longitud, que atacaban a todo caballo que se encontrara en su camino. En St. Pierre, cientos de víboras fer-de-lance, muy venenosas, tomaron las calles. Se ordenó al ejército exterminarlas a tiros, pero ello no pudo lograrse antes de que las serpientes mataran a 50 personas y a muchos animales domésticos.

#### Últimas advertencias
El 5 de mayo, lunes, la montaña amaneció calma en apariencia; sin embargo, a las 13 horas, el mar retrocedió súbitamente 100 metros y luego se precipitó a tierra nuevamente, inundando la ciudad, mientras una gran nube de humo aparecía en el lado occidental de la montaña. Una de las paredes del Étang Sec se derrumbó, arrojando una avalancha de lodo y agua hirviente a las aguas del Blanche, inundando el ingenio Guérin y sepultando al menos a 150 personas bajo una capa de barro de entre 60 y 90 metros de espesor.
Los refugiados de otras áreas de la isla llenaron St. Pierre, pero, esa misma noche, las perturbaciones atmosféricas producto de la actividad volcánica destruyeron las instalaciones eléctricas de la ciudad, sumiendo a los sobrevivientes en las tinieblas y aumentando así la general confusión. A las dos de la madrugada del día siguiente, comenzaron a escucharse fuertes ruidos originados en el corazón de la montaña.
A las cuatro de la mañana del miércoles 7, el monte Pelée extremó aún más su actividad: las nubes de ceniza causaron relámpagos volcánicos alrededor de la cima, y ambos cráteres comenzaron a brillar con luz rojo/anaranjada en la oscuridad.
A lo largo de todo el día los pobladores intentaron huir de la ciudad, pero la mayor parte de la población rural trataba de refugiarse en ella, aumentando la población en el orden de varios miles, porque los periódicos seguían diciendo que la ciudad constituía un refugio seguro. La noticia de que el volcán Soufrière St. Vincent estaba a su vez haciendo erupción en la vecina San Vicente convenció al público aún más de que la presión interna del Pelée se liberaría sin daños.
No todos creyeron, empero. El capitán Leboffe, del vapor Orsolina, zarpó abandonando el puerto con solo la mitad de su carga de azúcar embarcada, a pesar de las quejas de los armadores y de la amenaza de arresto. Pero la mayor parte de la gente se negaba a abandonar St. Pierre. Incluso el gobernador Louis Mouttet y su esposa permanecieron allí.
Al atardecer, los temblores y la actividad de la montaña parecieron cesar nuevamente.

### Erupción principal

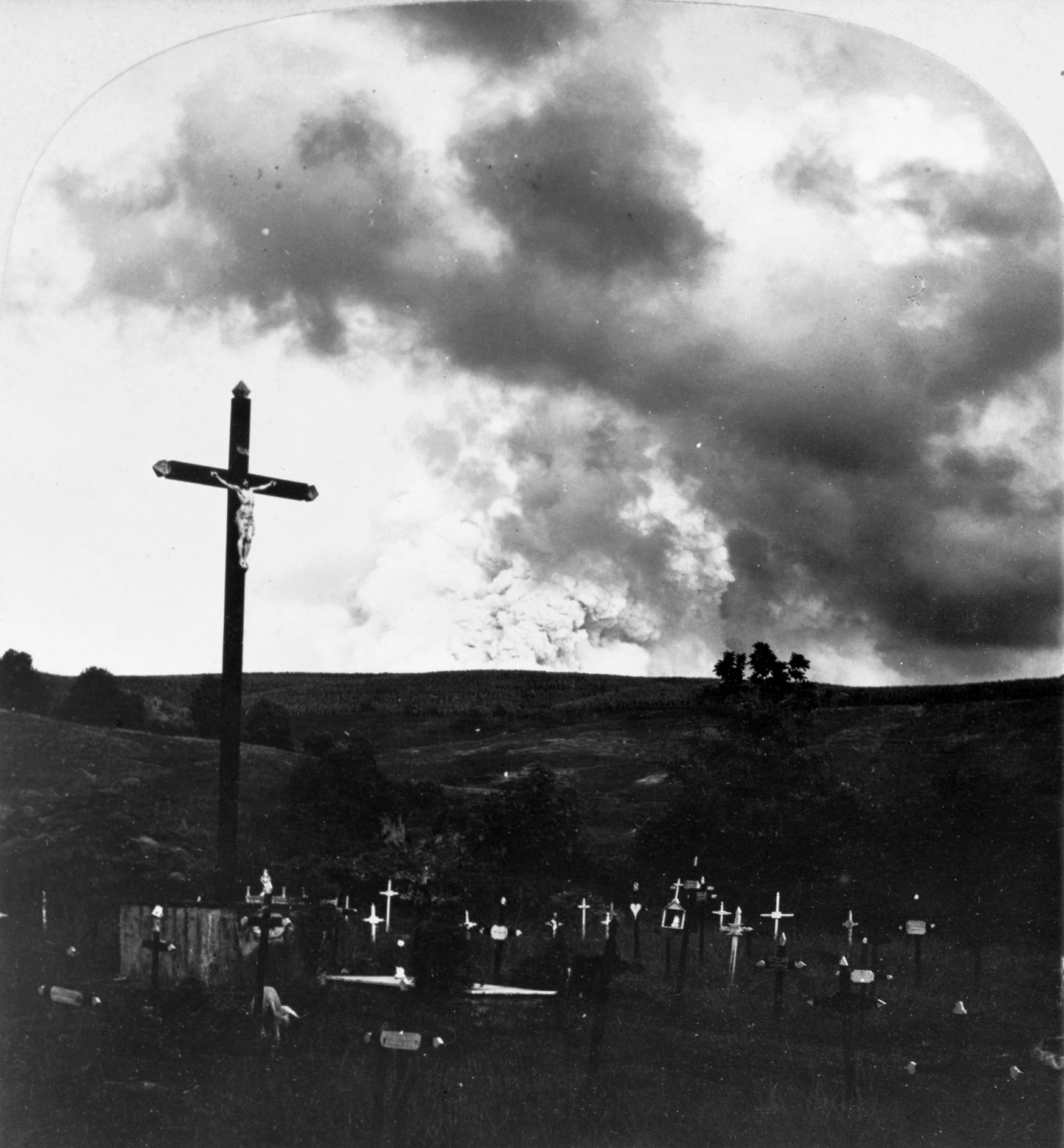
La nube de cenizas se cierne sobre el cementerio.

El Día de la Ascensión, 8 de mayo, una gigantesca erupción arrasó St. Pierre. Por la mañana, los pobladores observaban el espectáculo pirotécnico que desplegaba el volcán. El operador telegráfico del turno de noche había estado transmitiendo a su par de Fort-de-France un minucioso reporte de la actividad de la montaña. Su última palabra transmitida fue Allez («cambio»), pasando la iniciativa a su colega. Eran exactamente las 7:52 de la mañana. Al segundo siguiente, la línea quedó muda.
Una nave que se utilizaba para la reparación del tendido eléctrico tenía la ciudad a la vista desde el mar: la mitad superior de la montaña se desgarró, se abrió y exhaló horizontalmente una densa nube de humo negro. Una segunda columna de humo rodó ladera arriba, formando una gigantesca nube en forma de hongo que oscureció el cielo en un radio de 80 km. La velocidad de desplazamiento de estas nubes era de más de 670 km por hora.

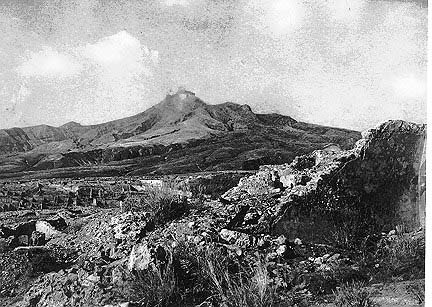
Vista del Monte Peleé después del colapso de la columna lateral

El flujo piroclástico horizontal cayó por la ladera y aceleró en dirección a St. Pierre. Era negro y pesado, y brillaba interiormente. Consistía en vapor supercaliente, gases volcánicos y polvo, todo calentado a temperaturas superiores a los 1.075 °C. En menos de un minuto envolvió la ciudad, incendiando instantáneamente todo elemento combustible con el que entraba en contacto.
Siguió un golpe de viento, esta vez en dirección a la montaña. Luego, durante la siguiente media hora, llovió una mezcla de barro, agua y cenizas. Durante las horas sucesivas, toda comunicación con St. Pierre estuvo cortada. Nadie sabía lo que había sucedido, las autoridades estaban inoperantes, y se desconocía la situación del gobernador.
Muchos pobladores fueron arrastrados por el mar y se ahogaron, la mayor parte de ellos marineros grandemente quemados que habían sido empujados al agua por la presión del flujo y cuyos cadáveres quedaron flotando a la deriva.
Un testigo declaró: 

"La montaña explotó en pedazos sin aviso".

 Otro dijo: 

"Fue como presenciar la explosión de una refinería de petróleo gigante. Hacia nosotros vino una gigantesca pared de fuego, y su sonido parecía el disparo de mil cañones. La ola de fuego nos cubrió como si fueran relámpagos estallando sobre nosotros. Era un huracán de fuego".

 Un tercero expresó: 

"La ciudad se desintegró ante nuestros ojos".

 Un navío militar intentó aproximarse a la costa a las 12:30, pero el intenso calor de la tierra le impidió amarrar hasta después de las tres de la tarde. Los restos de la ciudad ardieron durante varios días. El flujo piroclástico arrasó un área de 21 km².
Antes de la erupción, St. Pierre tenía 28 000 habitantes que, sumados a aquellos que se dirigieron a la ciudad desde las zonas rurales, daban un total de más de 30.000. En su momento se dijo que solo tres de ellos sobrevivieron: Louis-Auguste Cyparis, un delincuente que estaba acusado de herir a un amigo con un puñal y era mantenido encerrado en una celda subterránea de la prisión de la ciudad, Léon Compère-Léandre, un zapatero que vivía en los límites del pueblo, y la niña Havivra Da Ifrile. En realidad, hubo un gran número de sobrevivientes que se las arreglaron para salir del pueblo antes de que lo tocara el flujo ardiente. Muchos de ellos terminaron horriblemente quemados y una gran parte murió posteriormente como consecuencia de sus heridas. Cierto número de hombres y mujeres consiguieron llegar a Le Carbet refugiándose detrás de un risco que los protegió del contacto con la nube hirviente, y fueron rescatados por oficiales militares.

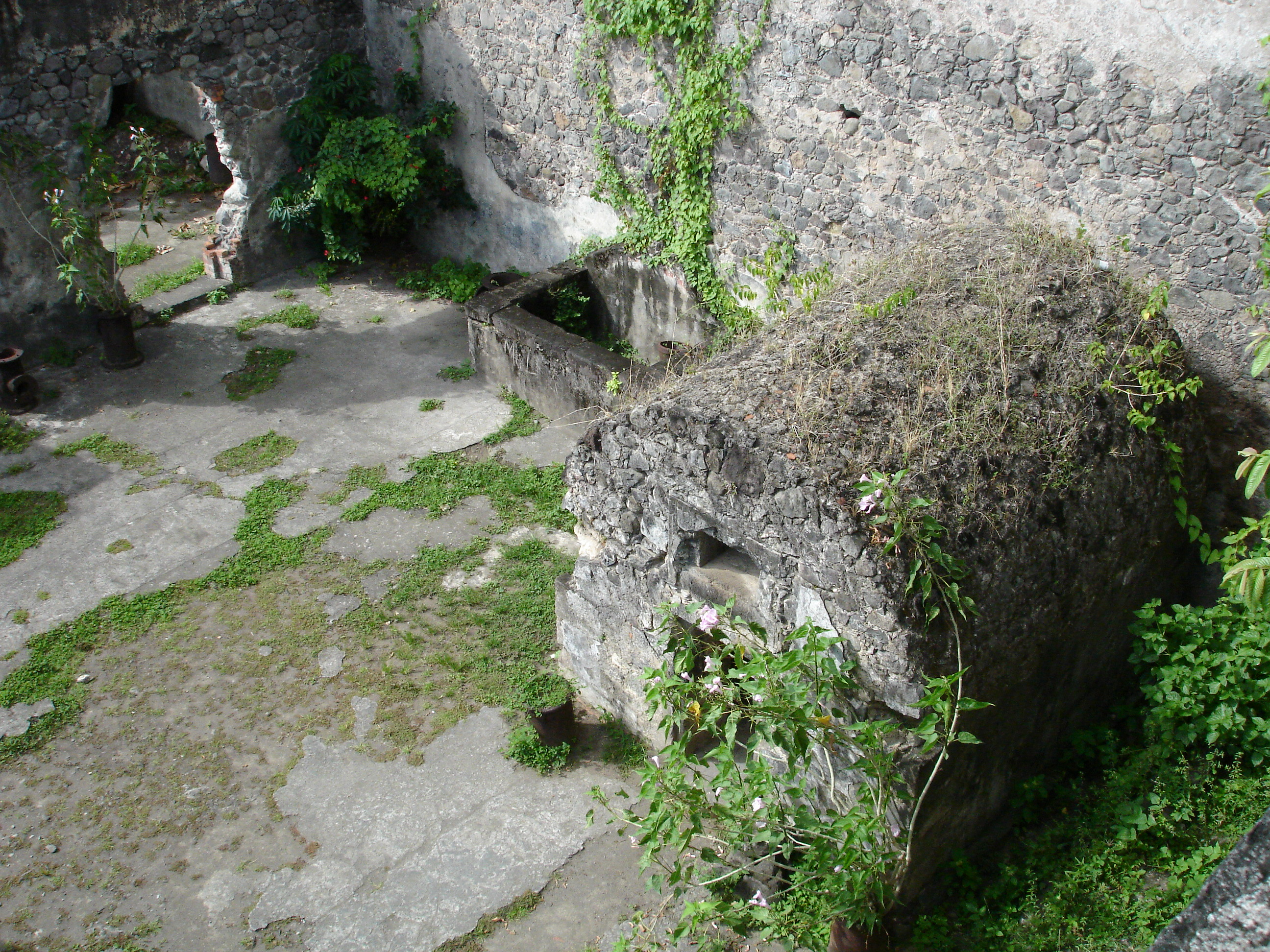
La prisión de St. Pierre, que salvó la vida de Cyparis.

Al ser interrogado acerca del catastrófico episodio, Compère-Léandre dio el siguiente testimonio:

"Sentí soplar un viento terrible, la tierra comenzó a sacudirse y el cielo se oscureció de repente. Traté de volverme y buscar refugio en mi casa. Con grandes dificultades trepé los tres o cuatro escalones que me separaban de mi habitación, y sentí que me quemaba los brazos, las piernas y el cuerpo. Me caí sobre la mesa. En ese momento, cuatro personas también buscaron resguardo en mi cuarto, gritando con desesperación y llorando de dolor, a pesar de que su ropa no mostraba señales de haber estado en contacto con el fuego. Tras unos diez minutos, una de estas personas, la niña de los Delavaud, de diez años de edad, cayó muerta; los otros se fueron. Me levanté y fui a otra habitación, donde encontré a Delavaud, el padre de la niña, todavía vestido y acostado sobre la cama, muerto. Estaba violeta e hinchado, pero su ropa estaba intacta. Enloquecido y desesperado, me tiré sobre una cama, inerte y a la espera de la muerte. Me recuperé tal vez en una hora, cuando me di cuenta de que el techo se incendiaba. Teniendo todavía algunas fuerzas, con las piernas sangrando y cubiertas de quemaduras, corrí a Fonds-Saint-Denis, a seis kilómetros de St. Pierre".

Una mujer que también sobrevivió a la explosión piroclástica, y cuyo único recuerdo era un calor súbito, murió poco después de ser rescatada.
Entre las víctimas se cuentan los tripulantes y pasajeros de los buques amarrados en el puerto de St. Pierre. Un barco de pasajeros, el Roraima, que se perdió el 26 de abril, fue reportado como tragado por la nube de cenizas de una de las erupciones preliminares. Sin embargo, no se había ido a pique y consiguió alcanzar el muelle segundos antes de la erupción principal, con lo que, desafortunadamente, corrió aún peor suerte, puesto que todos sus elementos combustibles fueron volatilizados por el flujo piroclástico. Se hundió poco después, y sus restos aún son visibles frente a la costa de St. Pierre. Murieron sus 28 tripulantes y todos los pasajeros excepto dos, una pequeña y su niñera créole.

### Intentos de rescate

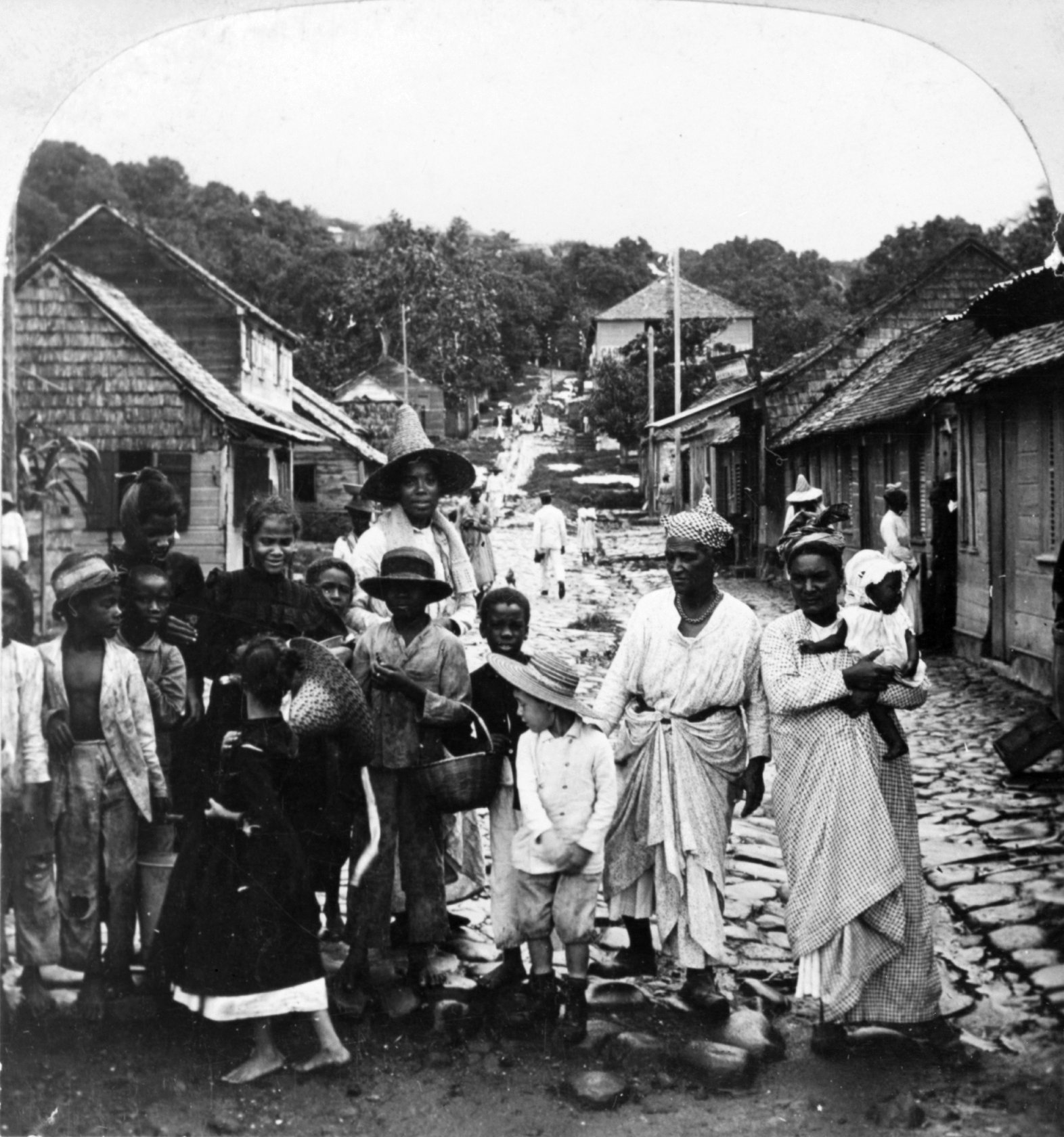
Algunos supervivientes, fotografiados en Fort-de-France.

A las doce del mediodía el gobernador interino (ya que el titular había muerto) envió al acorazado Suchet a investigar lo ocurrido. La nave llegó a St. Pierre a las 12:30 y encontró la ciudad en llamas. La temperatura le impidió atracar y, cuando lo logró, el capitán se dirigió a la Place Bertin, en la zona céntrica, que había estado llena de árboles, cafés y bares. Ni un árbol quedaba en pie, solo los ennegrecidos tocones, troncos carbonizados y arrancados del suelo de raíz. El fuego y los vapores asfixiantes impidieron una exploración más profunda, y los marinos abandonaron las ruinas humeantes.
Entretanto, muchos sobrevivientes habían sido rescatados de las aguas por pequeños pesqueros; algunos de ellos eran los mencionados marineros arrojados a las aguas. Todos estaban muy quemados. En la aldea de Le Carbet, protegida de los flujos por un alto promontorio ubicado al sur de la ciudad, se encontraron muchas más víctimas horriblemente quemadas. Pocas de ellas sobrevivieron más de unas horas.
Dentro del área de devastación total, la vida fue aniquilada totalmente y las propiedades destruidas. Siguiendo hacia el exterior, existió una segunda zona que sufrió un daño menor a pesar de haberse registrado numerosas víctimas. Aún más afuera, quedó una franja de terreno en la cual la vegetación fue quemada pero las personas y animales sobrevivieron.
La mayoría de los cuerpos de las víctimas se hallaban en actitudes cotidianas, con las facciones calmas y reposadas, señal evidente de que la muerte les sobrevino sin aviso y prácticamente sin dolor. Sin embargo, algunos mostraban horribles sufrimientos y expresiones de angustia. A muchos de los que murieron a la intemperie les había sido arrancada la ropa.
Algunas casas fueron literalmente pulverizadas, y para los sobrevivientes fue imposible identificar los lugares más conocidos de la ciudad. La ciudad ardió muchos días. Equipos de rescate revisaron las ruinas metro a metro para buscar cadáveres y quemarlos. No se pudo proceder a ningún funeral. El olor era insoportable. Miles de cadáveres permanecían bajo la capa de ceniza a varios metros de profundidad, sellados por las lluvias. Muchos de ellos pudieron ser recobrados solo muchas semanas más tarde, y casi ninguno pudo ser identificado.

### Ayuda internacional

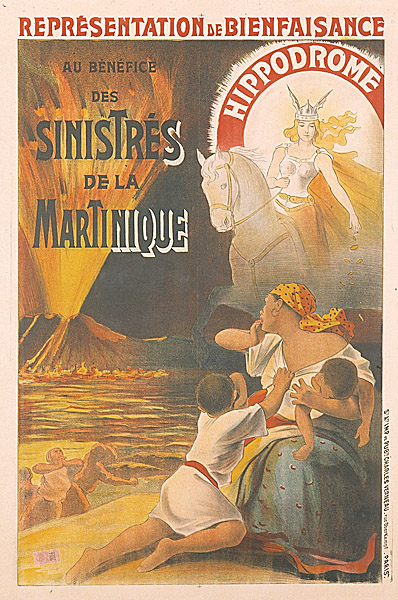
Afiche francés que anuncia una función de beneficencia destinada a recaudar fondos para las víctimas.

Rápidamente, los Estados Unidos ofrecieron ayuda a las autoridades de la Martinica. El 12 de mayo, el presidente Theodore Roosevelt ordenó a los Secretarios de Guerra, Armada y Tesorería que comenzaran a tomar medidas de inmediato. El crucero de transporte S.S. Cincinnati, apostado en Santo Domingo, y el transporte Potomac, desde San Juan, se dirigieron a la zona de desastre. Roosevelt pidió al Congreso una suma de medio millón de dólares para ayudar a las víctimas, diciendo:

"Una de las mayores calamidades de la historia se ha abatido sobre nuestra vecina, la isla de Martinica. La ciudad de St. Pierre ha dejado de existir. El gobierno de Francia nos informa que Fort-de-France y la isla entera se hallan aún amenazadas. Por lo tanto piden que, a efectos de rescatar la gente que se encuentra en semejante y mortal peligro, amenazada por la inanición, el gobierno de los Estados Unidos envíe, tan pronto como sea posible, los medios necesarios para rescatarlos y transportarlos a un lugar seguro."

El Congreso votó por la afirmativa para enviar 200.000 dólares de inmediato y programó audiencias para determinar cuánto dinero más se necesitaría tan pronto como se conocieran la naturaleza y el alcance del desastre. El presidente ordenó a las oficinas de correos que comenzaran una colecta de donaciones para ayudar a las víctimas, y un comité nacional compuesto por prominentes ciudadanos se hizo cargo de armar y fletar numerosas naves cargadas de suministros.
Aparte de Estados Unidos, ofrecieron ayuda el Reino Unido, Alemania, Holanda, Francia, Italia, Dinamarca, Japón, Rusia y la Santa Sede.

### Actividad subsecuente
El día 20 de mayo, una segunda erupción de igual potencia que la principal terminó de destruir los restos de St. Pierre, y el día 30, en el transcurso de un tercer y poderoso evento, un nuevo flujo piroclástico se dirigió al este, a mucha mayor distancia que los del 8 y el 20. Mató a más de 800 personas en Morne Rouge, a 250 en L'Ajoupa-Bouillon, a 25 en Basse-Pointe y a 10 en Morne-Capot. Esta fue la última erupción fatal del Pelée hasta nuestros días.

### La Torre del Pelée

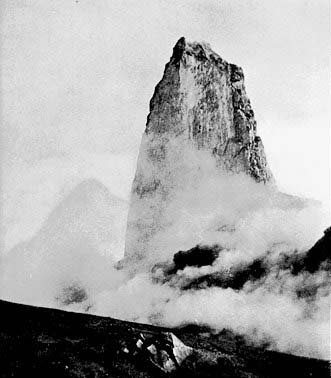
La Torre del Pelée.

En octubre de 1902, una espectacular espina volcánica comenzó a crecer desde el fondo del cráter del Étang Sec. Este tipo de estructuras se origina cuando el volcán comprime una masa de lava pastosa y esta escapa hacia arriba por una chimenea, como dentífrico saliendo de un pomo. Estas espinas son capaces de crecer 15 metros por día, alcanzar 339 metros de altura y llegar a ser tan voluminosas como la Gran Pirámide de Egipto.
La Torre del Pelée se volvió inestable y finalmente se derrumbó en una pila de escombros en el mes de marzo de 1903.

### Culminación
Luego de la aparición, crecimiento y colapso de la Torre, el monte Pelée se mantuvo en actividad mediante eventos menores durante tres años más, volviendo a la calma el 4 de julio de 1905.

### Saldo final
El saldo aproximado de la explosión fue el siguiente:
- La destrucción total de St. Pierre, entonces capital y centro económico de la isla (8 de mayo);
- Destrucción parcial de Morne Rouge y otros asentamientos en las laderas sur y este (30 de mayo);
- Grandes daños en las ciudades de Prêcheur, Grand-Rivière, Basse-Pointe y L'Ajoupa-Bouillon.
- La pérdida de más de 29.000 vidas humanas (28 000 el 8 de mayo y unas 1.000 el 30).[4]

### Consecuencias

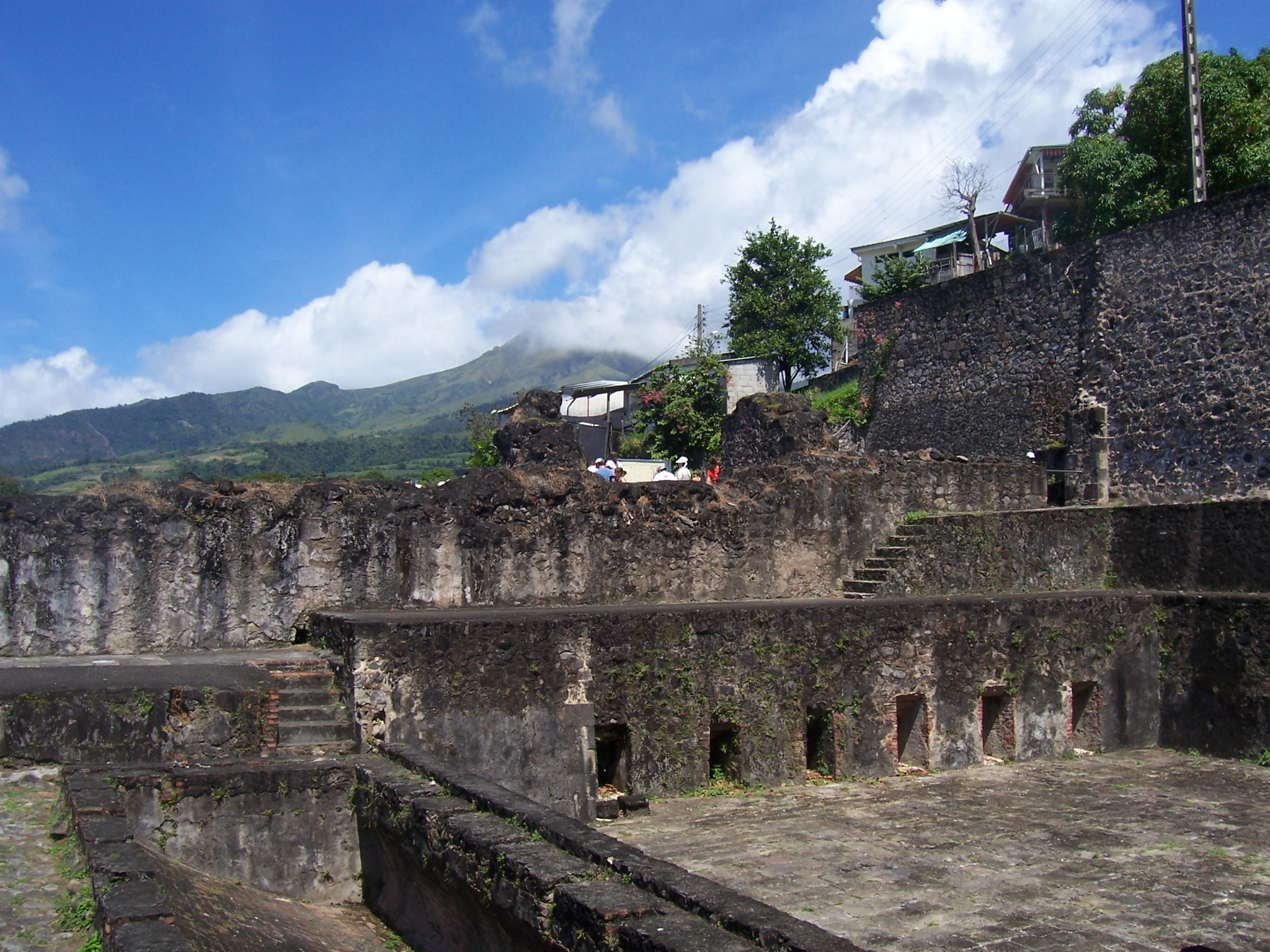
Los restos del teatro de St. Pierre.

La erupción del monte en 1902 fue el primer evento volcánico de magnitud transmitido a todo el mundo con los medios de comunicación recientemente desarrollados. No hubo, en la historia moderna del mundo occidental, un fenómeno de esas características que causase tal cantidad de muertes desde la destrucción de Pompeya por el Vesubio en el año 79.
Por tanto, fue el Pelée quien hizo tomar conciencia a las sociedades de los peligros que implicaba vivir en las cercanías de un volcán activo.
Otra consecuencia de la destrucción de 1902 fue que los geólogos comenzaron a tomar medidas para vigilar y monitorear los volcanes, ya que el Pelée había demostrado que los estratovolcanes activos son perfectamente capaces de arrasar, de forma completa, una gran ciudad capital y de matar a toda la población de un pequeño país. Esto condujo a un mayor desarrollo de instrumentos, como los sismógrafos, y a numerosos esfuerzos tecnológicos para crear otras herramientas de observación y estudio geológico.

### Estadísticas y comparaciones

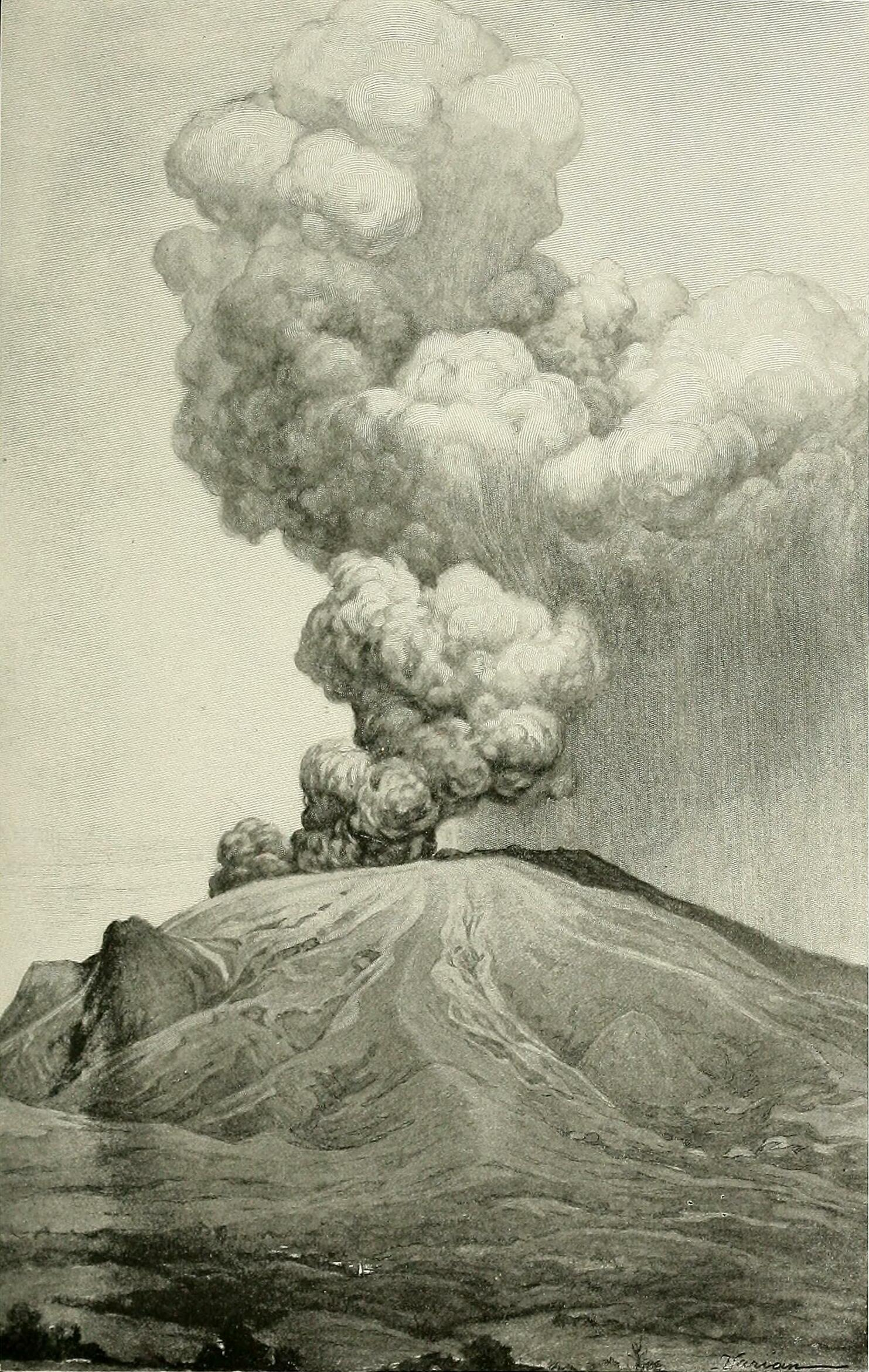
27 de mayo de 1902.

El fenómeno de 1902 ostenta algunos luctuosos registros estadísticos:
- Fue el peor desastre volcánico del mundo en el siglo XX en cuanto a pérdidas humanas.[17]
- A este respecto, esta erupción fue la tercera asesina más grande de todos los tiempos, después de las erupciones del Tambora de 1815 (92.000 muertos) y del Krakatoa de 1883 (36.000 muertos), ambas en Indonesia.
- La única catástrofe de su tipo de todos los tiempos ocurrida en territorio francés.
- Resultó ser la tercera erupción más potente del siglo XX, solo superada por las colosales explosiones de los montes Pinatubo (Filipinas, 1991) y Novarupta (Estados Unidos, 1912).[18]
- Su furia destructiva fue comparable a la del volcán Vesubio, que destruyó Pompeya en 79, tanto en daños materiales como en número de víctimas fatales.

## Erupción de 1929-1932

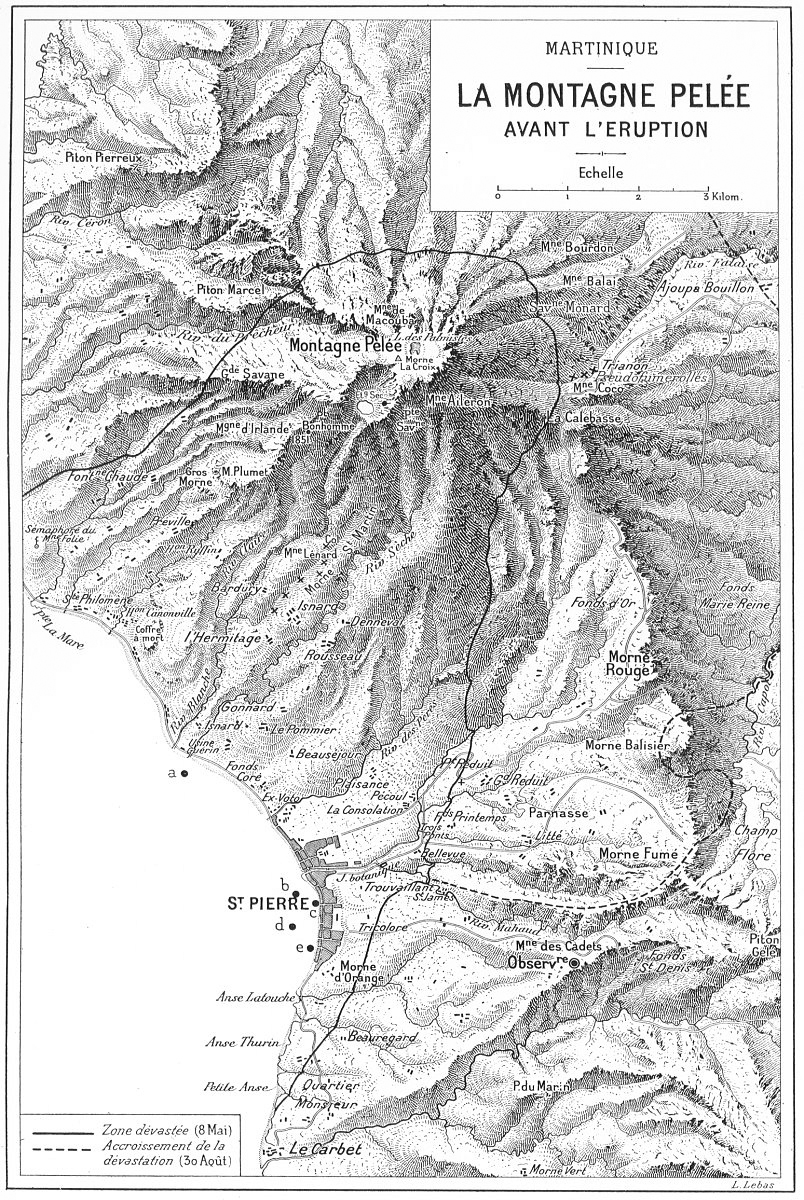
Mapa en que se indican las dos zonas principales donde se concentró la destrucción.

### Prolegómenos
En marzo de 1929, comenzaron a observarse incrementos anormales de la actividad de fumarolas en la cima del volcán. El 16 de agosto a las 21:45, un súbito escape de vapor lanzó una columna de humo hacia el cielo, mientras que grandes cantidades de cenizas caían en las poblaciones ubicadas a sotavento del volcán. Simultáneamente, se produjeron algunos deslizamientos de terreno en los lados de la cumbre. A pesar de todo, en las siguientes semanas estos preocupantes fenómenos decrecieron en intensidad hasta desaparecer por completo.

## Erupciones principales
Pero el 16 de septiembre a las diez de la noche, el volcán produjo una violenta erupción. La población cercana fue evacuada, pero la opinión de un geólogo la autorizó a regresar a principios de octubre.
El 14 de ese mes se produjo una nueva erupción, muchísimo más poderosa que la anterior, que cubrió de cenizas el pueblo de Prêcheur. Dos días más tarde, un tercer fenómeno que comenzó a la 1 de la madrugada tapó completamente de ceniza toda la cara occidental de la montaña.

### Conclusión

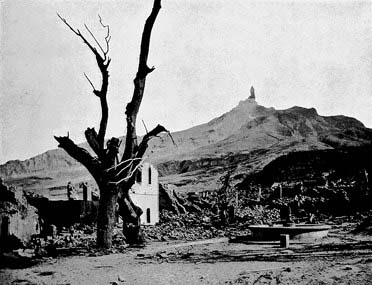
La destrucción del barrio sur de St. Pierre mirando hacia el volcán. Obsérvese la espina volcánica creciendo en la cumbre.

A partir de entonces, las erupciones sucedieron con más frecuencia pero con menor intensidad. Se produjeron algunas avalanchas por el derrumbe de un segundo domo que crecía desde la caldera, que continuaron ocurriendo durante tres años más para cesar en diciembre de 1932. Todas ellas viajaron por el río hasta el mar.
Esta nueva serie de convulsiones, ocurridas 27 años después de la tragedia de St. Pierre, no causaron víctimas salvo algunas cabezas de ganado, y solamente implicaron la destrucción de la ruta St. Pierre-Prêcheur.
El evento fue estudiado por el vulcanólogo estadounidense F. A. Perret, que llegó a la isla a principios de 1930, estableciéndose en St. Pierre, que por entonces estaba volviéndose a habitar. Durante ese año, fue evacuada otra vez, y Perret ayudó a encontrar nuevas zonas para que los vecinos se establecieran. Por fin la ciudad fue evacuada en forma definitiva, y hoy se encuentra abandonada, aunque algunas pequeñas aldeas se yerguen en los terrenos que alguna vez ocupó.
Toda la zona norte de la isla fue desalojada a los primeros signos de actividad (marzo de 1929), y recién comenzaron a regresar los pobladores en marzo del año siguiente.

## Erupciones peleanas de otros volcanes
La erupción de 1902, por sus características particulares, dio nombre a toda una categoría completa de erupciones volcánicas: las erupciones peleanas. La lava de estas erupciones es sumamente viscosa, con la textura de una pasta espesa, y se enfría y consolida con rapidez. La presión en la caldera subyacente levanta el tapón resultante formando espinas o torres. Antes o después, como sucedió en Martinica, la explosión de la caldera suele abrir chimeneas o conductos laterales de dirección horizontal, por donde se eyectan los flujos piroclásticos.
Aparte de la del Pelée de 1902, son ejemplos de erupciones peleanas las siguientes:
- Volcán Santiaguito (1929): Este volcán guatemalteco, en realidad un complejo de cuatro domos de lava independientes, produjo una erupción de este tipo, que mató a 2500 personas. Los flujos de magma viscoso y de lodo hirviente se derramaron por el curso de los ríos como en la erupción de Martinica, y obligaron a relocalizar la población de El Palmar.
- Hibok-Hibok (1948-1951): Localizado en Filipinas, este complejo de fuentes freáticas, cráteres y calderas, erupcionó con características peléanas entre los años indicados, dejando un saldo total de más de 3.000 fallecidos.
- Monte Lamington (1951): la erupción peléana de este volcán fue, quizás, la más y mejor estudiada, y las observaciones realizadas sobre la misma siguen siendo hoy las más detalladas y completas. Está ubicado en Papúa Nueva Guinea y costó, en aquella oportunidad, unos 4.000 muertos.
- Monte Bezymianny (1956): Bezymianny (ruso: "sin nombre"), ubicado en Kamchatka, Federación Rusa, generó una cataclísmica erupción peleana que envió a la estratósfera los 200 últimos metros de la cima, quedando en actividad hasta 2008.
- Volcán Mayón (1968): el volcán filipino Mayón es uno de los más activos de la Tierra, y permanece en erupción hasta hoy. Hizo en 1968 una masiva erupción peléana.
- Monte Santa Helena (1980): el 18 de mayo de 1980 este estratovolcán estadounidense produjo una de las más poderosas erupciones peléanas jamás documentadas. Mató a 57 personas, destruyó 200 casas, 27 puentes, 24 km de vías férreas y 300 km de autopistas. La explosión voló el 13% de su estructura y redujo su altitud en 400 m Los flujos laterales derribaron 14,6 km² de bosques. Murieron 1.500 alces, 5.000 ciervos, 12 millones de alevinos de salmón y 40.000 ejemplares juveniles. La erupción liberó una energía de 24 megatones, 7 de los cuales fueron resultado directo de la explosión principal. El estallido fue equivalente a 1600 bombas atómicas como la lanzada en Hiroshima.

## Hoy

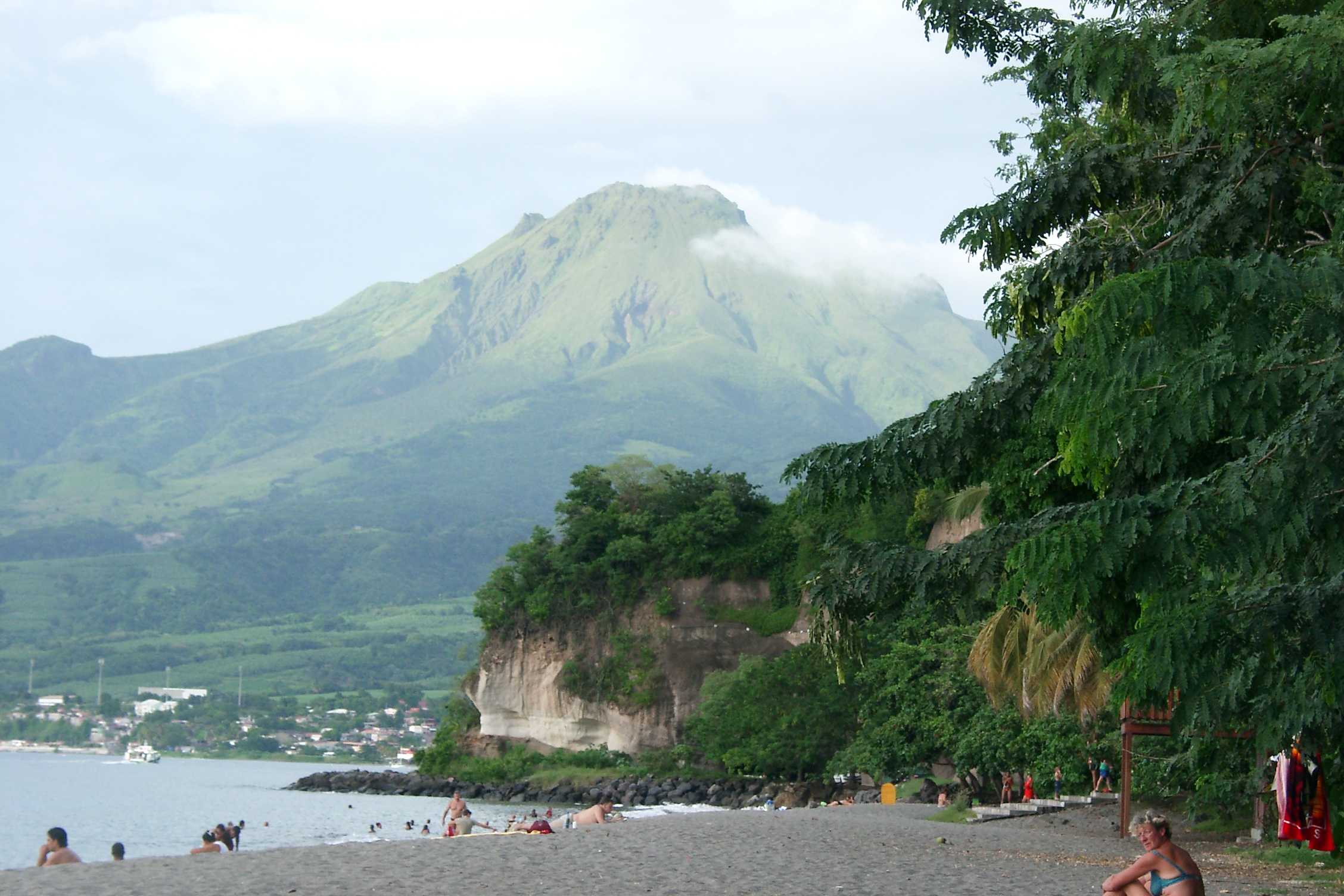
El monte Pelée, hoy.

Desde 1932, el volcán no ha vuelto a dar señales de actividad, pero la experiencia pasada demuestra que no se debe confiar en su quietud. Casi con certeza, cualquier actividad eruptiva futura será precedida por ruidos, temblores, señales de inquietud y aumento de las fumarolas, tal como ocurrió en las cuatro grandes erupciones anteriores.
El monte Pelée es uno de los volcanes más activos de su arco y del mundo, y es muy factible que haga erupción en el futuro. Por ello, se lo mantiene bajo una estrecha vigilancia por parte de geólogos, geofísicos y vulcanólogos.
El hecho de que la Comuna de St. Pierre tenga solamente (según censo 2004) 4.500 habitantes en lugar de los 30.000 que tuvo a principios del siglo XX es un poderoso recordatorio de las consecuencias de la relajación de los cuidados sobre esta destructiva montaña.

## Visita al volcán
El volcán Pelée puede visitarse y ascender hasta su cráter. Las excursiones se conforman en grupos de cuatro personas o más, pero los turistas solos o en pareja pueden unirse a un grupo ya formado. Es necesario —y muy recomendable— contactar con los guías profesionales de la zona para aprovechar las mejores vistas y disfrutar el viaje con seguridad.

### Excursión de un día entero
Saliendo de Grand-Rivière o Prêcheur, permite vistar la pluvisilva semihúmeda y las ruinas de las plantaciones, observando grandes tarántulas y bellos paisajes.

### Excursión de un día o medio día
La excursión para el ascenso al monte parte de Morne Rouge se llama "Monte Pelée desde l´Aileron", puede durar un día o medio (a voluntad del visitante) y permite alcanzar el segundo refugio (llegando a la caldera) o el tercero (hasta el cráter). Aunque tiene algunos sectores difíciles, el panorama es espectacular (especialmente cuando no hay nubosidad).

### Excursiones de medio día

#### Les Anses du Nord
Partiendo de Prêcheur, visita la foresta tropical, ruinas de antiguos asentamientos, viejas plantaciones de cacao, grandes arañas y numerosos puntos panorámicos.

#### La Trace des Jésuites'
Saliendo desde Morne Rouge, discurre por la selva, visitando la propia aldea con una gran vista del monte Pelée.

#### Mc´Intosh - Ste. Cécile
También sale de Morne Rouge, y recorre la sabana, la selva lluviosa, plantaciones de bananas y el canal de riego Sainte-Cécile.

## Cronología

### Prehistoria
- Hace 30 millones de años: Un punto caliente de la corteza submarina da origen a la isla de Martinica.

- Hace 100.000 años: Se forman el domo de Morne Macouba y la caldera correspondiente. Muchas grandes erupciones de tipo peléano.

- Hace 25.000 años: Derrumbe de la cara sudoeste del volcán.

- Hace 5.000 años: El monte pasa por más de 30 erupciones peléanas.

- Hace 3.000 años: Eyección de pumita. Se forma la caldera del Étang Sec.

### Antigüedad
- Época precolombina: Los caribes conocen al monte como "Montaña de Fuego".

### sigloXVI
- 15 de junio de 1502: Cristóbal Colón descubre la isla.

### sigloXVII
- 1635: Francia coloniza Martinica.

### sigloXVIII

#### 1792
- 22 de enero: Erupción leve. Mueren animales salvajes y pájaros.

- Abril: Segunda erupción. Explosión en el cráter.

- Junio: Expedición para verificar el estado del cráter. Todos los alrededores están cubiertos de azufre.

#### 1795
- Se publica el informe de la expedición.

### sigloXIX

#### 1851
- 5 de agosto: Primera explosión, similar a un trueno sostenido. Se organiza una expedición científica que descubre dos cráteres neoformados que vomitan lodo hirviente. Sin embargo, sus conclusiones afirman que no hay peligro.

#### 1852
- Junio: La intensidad del fenómeno decrece hasta desaparecer.

#### 1899
- Signos de un nuevo despertar del volcán.

#### 1900
- Verano: Étang Sec aumenta la emisión de fumarolas y comienza a echar vapor y agua hirviendo.

### sigloXX

#### 1902
- Abril: Continúan las manifestaciones. Turistas notan nuevas fumarolas.

- Día 23: Lluvia de cenizas ligeras.

- Día 24: Fuerte lluvia de cenizas.

- Día 27: El Étang Sec se llena de agua hirviendo. Vapores sulfurosos. Ruidos de ebullición.

- Día 30: Desborde de ríos y lluvias de ceniza.

- 2 de mayo: Explosiones, terremotos y una gran columna de humo negro. Lluvia de cenizas permanente. Los animales mueren de la Enfermedad de Marie.

- Día 3: Menos cenizas en St. Pierre debido a los vientos.

- Día 4: Las cenizas cortan las comunicaciones. Invasión de víboras, ciempiés y hormigas.

- Día 5: El mar retrocede por la elevación de la caldera, que luego se hunde. Las aguas inundan las poblaciones. Se rompe el Étang Sec, sepultando a 150 personas.

- Día 6: La ciudad a oscuras. El volcán comienza a rugir.

- Día 7: Relámpagos volcánicos. Los cráteres brillan con luz roja.

- Día 8: El volcán estalla. El flujo piroclástico destruye St. Pierre. Cerca de 30.000 personas mueren.

- Día 20: Segunda erupción, que arrasa los restos calcinados de la ciudad.

- Día 30: Tercera erupción. Los flujos destruyen 4 pueblos y matan a 300 personas más.

- Octubre: Comienza a crecer la "Torre del Pelée", una enorme espina volcánica que sale del fondo del Étang Sec.

#### 1903
- Marzo: La espina se vuelve inestable y se derrumba.

#### 1904
- El volcán manifiesta convulsiones menores.

#### 1905
- 4 de julio: La calma retorna definitivamente.

#### 1929
- Marzo: Actividad anormal de fumarolas. Se evacua la cara norte del volcán.

- 16 de agosto: Escape de vapor y columna de humo. Lluvias de ceniza. Avalanchas.

- 16 de septiembre: Violenta erupción. La población es evacuada.

- Octubre: Se autoriza a los pobladores a regresar a sus propiedades.

- Día 14: Segunda y violenta erupción.

- Día 16: Espesa lluvia de cenizas. Tercera erupción.

- Día 22: Cuarta erupción. Los flujos piroclásticos se deslizan hacia el mar. No hay pérdidas humanas.

#### 1932
- Diciembre: La actividad se detiene. Había persistido por casi tres años.

### sigloXXI
- El volcán se mantiene en calma desde entonces, pero los científicos dan por descontado que volverá a estallar en el futuro.